# ネクロマンシア
『ネクロマンシア』は、はましんによる日本の漫画作品。『月刊ガンガンWING』（スクウェア・エニックス）にて、2007年3月号から2009年2月号まで連載された。

## あらすじ
死霊使い（ネクロマンサー）であるルーナとその従者であるエイデルが、ディアノから奪われた宝珠（ネクロマンシア）を探して旅をする物語。

## 登場人物
ルーナ
ディアノ国から奪われた宝珠を探して旅をする死霊使い。死神に黒いネクロマンシアを埋め込まれる。
エイデル
ルーナの従者。普段は左目に眼帯をしており、眼帯の下の目に宝珠を埋め込んでいる。気弱な性格。眼帯を取ると、サイクロプスに変身する。
単眼の魔神（サイクロプス）
死者の戦士、普段はエイデルの宝珠に封印されている。元は王都の戦士。
エミエミル
エルフであり、最強の拳士「聖拳士」の称号を持っている。最初は死霊使いを敵対していたが、ルーナ達と出会ったことにより死霊使いに対する考えが変わる。
ヘレナ
エイデルの姉。黒いネクロマンシアを盗（?）んだ。
キアラ
氷の魔法使い。魔法研究所にいたところをヘレナに助けられ、ヘレナを「ママ」と呼び慕い、ヘレナに従う。
ファルテス
魔拳ラグナロクの使い手。「妹を助けられる」とヘレナに言われ同行。

## 各話サブタイトル
- 第1話 死霊使いの姫と不死身の家来
- 第2話 魔電力の国オール
- 第3話 DEUS EX MACHINA
- 第4話 輝く誇り
- 第5話 銭湯の国・トレハ
- 第6話 銭湯で戦闘
- 第7話 閃光の一撃
- 第8話 さまようこころ
- 第9話 わだかまりの朝
- 第10話 闇の中へ
- 第11話 悲しみの力
- 第12話 魔拳ラグナロク
- 第13話 あの日──そしてあの夜へ──
- 第14話 ──夜のはじまり
- 第15話 出陣
- 第16話 黒印の影
- 第17話 キアラ
- 第18話 魔法研究所
- 第19話 ファルテス

## 単行本
1. 第1巻 2007年6月27日発売 ISBN 978-4-7575-2034-9
2. 第2巻 2007年12月27日発売 ISBN 978-4-7575-2190-2
3. 第3巻 2008年5月27日発売 ISBN 978-4-7575-2287-9
4. 第4巻 2008年10月27日発売 ISBN 978-4-7575-2412-5
5. 第5巻 2009年2月27日発売 ISBN 978-4-7575-2502-3